# Erika Deutinger

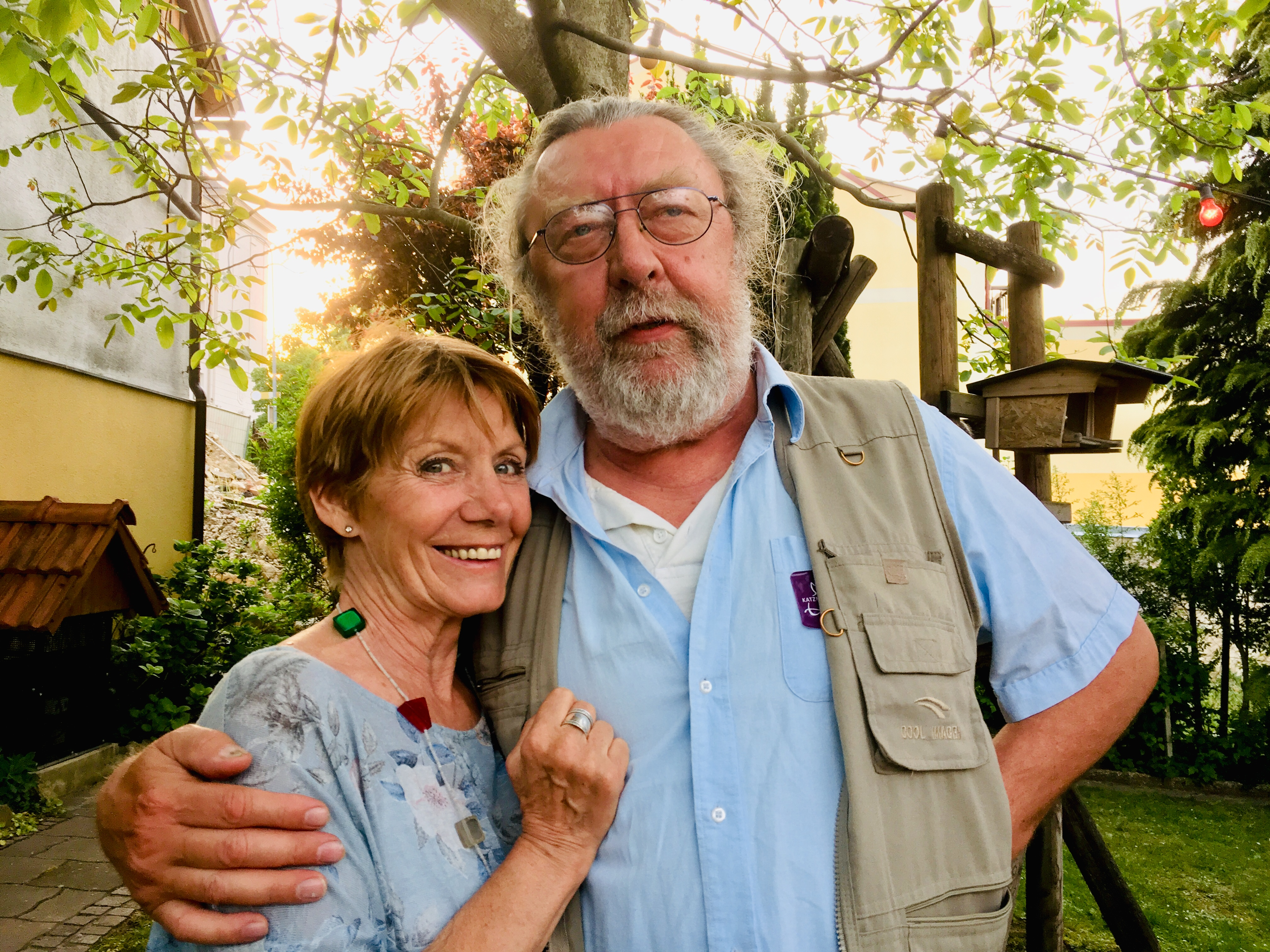
Erika Deutinger und Itze Grünzweig 2018

Erika Deutinger (* 13. Juni 1952 in Radstadt, Salzburg) ist eine österreichische Schauspielerin. Bekannt wurde sie durch die 1975 bis 1979 produzierte österreichische Erfolgsserie Ein echter Wiener geht nicht unter, wo sie die Rolle der Hanni spielte.

## Leben und Wirken
Erika Deutinger wurde bereits zu Schulzeiten von Regisseur Peter Beauvais ‚entdeckt‘, weswegen sie bereits neben dem Schulbesuch in zwei Fernsehspielen in Deutschland mitwirkte. Nach der Matura im Jahre 1970 besuchte sie bis 1973 das Max Reinhardt Seminar und spielte danach neben zahlreichen Film- und Fernsehrollen auch Theater in verschiedenen Spielstätten in Österreich, Deutschland und der Schweiz. Unter anderem trat sie im Schauspielhaus Graz, im Renaissance-Theater (Berlin), im Luzerner Theater, im Volkstheater (Wien), im Theater Drachengasse, im Gloria-Theater (Wien), im Waldviertler Hoftheater, im Sommertheater Bühne am Hof auf und war jahrelang Ensemblemitglied im Ensemble Theater Wien.
Weiters hält sie immer wieder szenische Lesungen, auch mit ihrem Ehepartner Itze Grünzweig.

## Filmografie (Auswahl)
- 1975–1979: Ein echter Wiener geht nicht unter
- 1975: Tatort – Urlaubsmord
- 1978: Wallenstein
- 1980: Tatort – Mord auf Raten
- 1981: Tatort – Mord in der Oper
- 1982: Der Narr von Wien
- 1983: Kehraus
- 1985: Tatort – Nachtstreife
- 1986: Tatort – Die Spieler
- 1994: Kommissar Rex (Fernsehserie, eine Folge)
- 1996: Ein fast perfekter Seitensprung
- 1998–2000: Kaisermühlen Blues (Fernsehserie, sechs Folgen)
- 2003: Trautmann (Fernsehserie, zwei Folgen)
- 2007: Vier Frauen und ein Todesfall (Fernsehserie, eine Folge)
- 2007: Die Geschworene
- 2008: Echte Wiener – Die Sackbauer-Saga
- 2010: Echte Wiener 2 – Die Deppat’n und die Gspritzt’n
- 2011: Brand
- 2015: Vorstadtweiber
- 2015: Planet Ottakring
- 2017: Die Hölle
- 2022: SOKO Donau/SOKO Wien – Der gschupfte Ferdl (Fernsehserie)
- 2024: Kopftuchmafia – Ein Stinatz-Krimi (Fernsehreihe)
- 2025: Uhudler-Verschwörung – Ein Stinatz-Krimi (Fernsehreihe)